# Герман, Шолом Манович
Шолом Манович Герман (1920 года, РСФСР) — советский и российский философ. Доктор философских наук, профессор. Автор ряда книг в области философии и эстетики. Известен тем, что в своих трудах преподносит научный атеизм как основу мировых религий.
Публиковался в англоязычном издании «Социализм: теория и практика».
Книга «Беседы об эстетике» Ш. М. Германа и В. К. Скатерщикова легла в основу различных методических и научных трудов в области эстетики и теории искусства.
Книга «Размышления о социальном будущем человечества» Ш. М. Германа на английском языке, 1968 г., является примером ревизионизма.